# Muzej in galerije mesta Ljubljane
Muzej in galerije mesta Ljubljane je javni zavod Mestne občine Ljubljana, ki je bil ustanovljen 1. januarja 2009 z združitvijo Mestnega muzeja in Mestne galerije.
Trenutno (2009) ima zavod naslednje enote:
- Mestni muzej Ljubljana,
- Auerspergova palača,
- konservatorsko središče Ščit,
- del stavbe na Mestnem trgu 10,
- Jakopičev vrt,
- arheološki park pri OŠ Majde Vrhovnik,
- Bežigrajska galerija 1,
- Bežigrajska galerija 2,
- Mestna galerija Ljubljana,
- Jakopičeva galerija in
- Vodnikova domačija.